# أناستاسيا ميخائيلي
أناستاسيا ميخائيلي وقد يكتب أحياناً «انستاسيا ميخائيلي» (بالعبرية אנסטסיה מיכאלי وبالروسية Анастасия Михаэли Самуэлсон) ولدة بتاريخ 12 يوليو 1975. هي عضو كنيست عن حزب إسرائيل بيتنا بالماضي كانت عارضة ومقدمة برامج تلفازية.

## السيرة الذاتية
وُلدت ميخائيلي في لينينغراد (سانت بطرسبرغ اليوم) لعائلة مسيحية. هي ابنة فلاديمير وهو بحار كان يتغيَّب كثيرًا عن المنزل، وكانت والدتها ليديا معلمة أدب روسي ولمخائيلي أخ واحد. الوضع الاقتصادي لأهلها لم يكن جيداً وقد سعت أناستاسيا لتغطية احتياجات الأسرة .
عملت في طفولتها في مجالات رياضية متعددة، من بينهم التزلج على الجليد والركض لمسافات بعيدة. اشتركت في شبابها في منافسات لملكات الجمال، وانتخبت ملكة جمال سانت بطرسبرغ.
تعلمت هندسة اتصالات في إحدى جامعات سانت بطرسبرغ. في عام 1995 أخذت استراحة لمدة سنة من التعليم، وتوجهت إلى باريس وعملت هناك عارضة أزياء. تابعت بعد عودتها تعليمها، وحصلت على شهادة الماجستير في هندسة الإلكترونيات من جامعة سانت بطرسبرغ الحكومية.
تزوّجت في عام 1997 من «يوسيف سموئلسون» ، وهو إسرائيلي من مواليد لاتفيا وهو ملاكم ومهندس إلكتروني، وحاليًا رجل أعمال.
انتقلت ميخائيلي للعيش في إسرائيل إلى جانب زوجها، وبعد إنجاب ابنهما الثاني ابتدأت بالـ«جيور» (وهي عملية اعتناق الديانة اليهودية)، وبعد أن أنهت انتقالها للديانة اليهودية، أقامت هي وزوجها حفل زفاف حسب الشريعة اليهودية. بدأت في عام 1998 عملها بعرض الأزياء في إسرائيل على الرغم من فترات حملها المتكررة . في 2002 انضمت إلى القناة التلفزيونيّة القناة 9 وهي قناة باللغة الروسية وعملت فيها مقدمة برامج.
أخذت بعد ثلاث سنوات استراحة من القناة، وانضمت إلى حزب كاديما الذي كان في أيامه الأولى ويهدف للاشتراك بدورة الكنيست ال17. ميخائيلي التي تنافست في الكنيست حصلت على دعم من شمعون بيريز، تم تعيينها في المكان 44 وبذلك لم تُنتخب عضو كنيست في هذه الجولة. وفي مايو 2006 عادت إلى قناة إسرائيل بلوس كمقدمة لبرنامج الصباح اليومي، واشتركت أيضًا في مسلسل درامي بالقناة الثانية.
```
انضمت في ديسمبر 
2008
 إلى 
حزب إسرائيل بيتنا
، وعينت في المكان التاسع بالترتيب وهكذا نجحت بالانضمام إلى 
الكنيست
 في الدورة ال18.
```

في يونيو 2010 وخلال نقاش في الكنيست على إثر أسطول الحرية المتوجة إلى غزة، حاولت أن تنزل بالقوَّة من على منصة الكنيست النائبة العربية حنين زعبي التي شاركت في الأسطول. وعلى إثر هذا قررت لجنة الأخلاقيات التابعة للكنيست توبيخها بشدة.
10 يناير 2012 كان النائب العربي غالب مجادلة ينتقد اجتماعَ لجنةٍ معنية في قطاع التعليم بحثت توبيخ مدير مدرسة عربية سمح لتلاميذه بحضور مسيرة لحقوق الإنسان. لكن النائبة أناستاسيا ميخائيلي عن حزب «إسرائيل بيتنا» قاطعته بقولها «إنك تحرض ضد الدولة»، فما كان من مجادلة إلا أن رد عليها بقوله: «اخرسي».
وبعد هذا الرد، جمعت ميخائيلي أغراضها وبدت في طريقها إلى الانصراف، وعند خروجها من القاعة تناولت كأسًا طافحة بالماء ورشقت به مجادلة . وعلى إثر ذلك قررت لجنة الأخلاقيات التابعة للكنيست إبعاد ميخائيلي عن عملها بالكنيست لمدة شهر، ميخائيلي عرضت رسالة اعتذرت بها عن فعلتها.
في يناير 2012 بادرت ميخائيلي ب66 اقتراحاً لقوانين تم قُبول 3 منها، وهي مُدرجة في نشرة القوانين في إسرائيل.

## النشاط العام ومعلومات إضافية
- عضوة في مجلس مشروع «بَبَايِت بِيَحَاد» (في البيت معًا) للوكالة اليهودية
- عضوة المؤتمر الصهيوني في إسرائيل
- رئيسة جمعية الصداقة الإسرائيلية السويسرية
- رئيسة جمعية الصداقة الإسرائيلية النمساوية

## روابط خارجية
- أناستاسيا ميخائيلي على موقع IMDb (الإنجليزية)